# (10934) Pauldelvaux
(10934) Pauldelvaux (1998 DN34) – planetoida z pasa głównego asteroid okrążająca Słońce w ciągu 5,76 lat w średniej odległości 3,21 j.a. Odkryta 27 lutego 1998 roku.